# Fallacia dei quattro termini
La fallacia dei quattro termini (in latino quaternio terminorum) è un errore logico che si presenta quando un sillogismo presenta quattro o più termini al posto di tre, numero richiesto. Questa forma di argomento è dunque invalida.

## Spiegazione
I sillogismi categorici hanno sempre tre termini:
- premessa maggiore: tutti i pesci hanno le pinne;
- premessa minore: tutti i pesci rossi sono pesci.
- conclusione: tutti i pesci rossi hanno le pinne.

Qui, i tre termini sono: "pesci rossi", "pesce", e "pinne".
Utilizzando quattro termini si invalida il sillogismo:
- premessa maggiore: tutti i pesci hanno le pinne;
- premessa minore: tutti i pesci rossi sono pesci;
- conclusione: tutti gli umani hanno le pinne.

Le premesse non collegano "gli umani" con "le pinne", quindi il ragionamento non è valido. Si noti che ci sono quattro termini: "pesce", "pinne", "pesce rosso" e "umani". Le due premesse non sono sufficienti per collegare quattro termini diversi, dal momento che al fine di stabilire una connessione, ci deve essere un termine comune ad entrambe le premesse.
Nel ragionamento di tutti i giorni, la fallacia di quattro termini si verifica più frequentemente 
attraverso un utilizzo equivoco del linguaggio: usando la stessa parola o frase, ma con un significato diverso di volta in volta, creando un quarto termine, sebbene vengono utilizzate solo tre parole distinte:
- premessa maggiore: niente è meglio della felicità eterna;
- premessa minore: un panino al prosciutto è meglio di niente;
- conclusione: un panino al prosciutto è meglio della felicità eterna.

La parola "niente" nell'esempio sopra ha due significati: "niente è meglio" significa che ciò che viene nominato ha il valore più alto possibile, "meglio di niente" significa solo che la cosa che viene descritta ha un certo valore. Da un punto di vista logico, nel primo caso niente ha il significato di Non esiste x tale che, nel  secondo caso invece si riferisce all'insieme vuoto. Laddove la logica formale distingue i due utilizzi con due simboli diversi ( {\displaystyle \nexists } e {\displaystyle \varnothing }, rispettivamente), il linguaggio comune presenta un'ambiguità.
Pertanto, "niente" si comporta come due parole diverse in questo esempio, creando così la fallacia di quattro termini.

## Classificazione
La fallacia dei quattro termini è un errore sillogistico. Tra i tipi di sillogismo a cui si applica vi è il sillogismo statistico, il sillogismo ipotetico, e il sillogismo categorico, ognuno dei quali deve avere esattamente tre termini. Dato che si applica alla forma dell'argomento, in contrapposizione al contenuto dell'argomento, è classificato come un errore formale.